# PPP1CB
PPP1CB (англ. Protein phosphatase 1 catalytic subunit beta) – білок, який кодується однойменним геном, розташованим у людей на короткому плечі 2-ї хромосоми. Довжина поліпептидного ланцюга білка становить 327 амінокислот, а молекулярна маса — 37 187.
| 10         |  | 20         |  | 30         |  | 40         |  | 50         |
| ---------- |  | ---------- |  | ---------- |  | ---------- |  | ---------- |
| MADGELNVDS |  | LITRLLEVRG |  | CRPGKIVQMT |  | EAEVRGLCIK |  | SREIFLSQPI |
| LLELEAPLKI |  | CGDIHGQYTD |  | LLRLFEYGGF |  | PPEANYLFLG |  | DYVDRGKQSL |
| ETICLLLAYK |  | IKYPENFFLL |  | RGNHECASIN |  | RIYGFYDECK |  | RRFNIKLWKT |
| FTDCFNCLPI |  | AAIVDEKIFC |  | CHGGLSPDLQ |  | SMEQIRRIMR |  | PTDVPDTGLL |
| CDLLWSDPDK |  | DVQGWGENDR |  | GVSFTFGADV |  | VSKFLNRHDL |  | DLICRAHQVV |
| EDGYEFFAKR |  | QLVTLFSAPN |  | YCGEFDNAGG |  | MMSVDETLMC |  | SFQILKPSEK |
| KAKYQYGGLN |  | SGRPVTPPRT |  | ANPPKKR    |  |            |  |            |

A: Аланін

C: Цистеїн

D: Аспарагінова кислота

E: Глутамінова кислота

F: Фенілаланін

G: Гліцин

H: Гістидин

I: Ізолейцин

K: Лізин

L: Лейцин

M: Метіонін

N: Аспарагін

P: Пролін

Q: Глутамін

R: Аргінін

S: Серин

T: Треонін

V: Валін

W: Триптофан

Кодований геном білок за функціями належить до гідролаз, протеїн-фосфатаз, фосфопротеїнів. 
Задіяний у таких біологічних процесах як клітинний цикл, поділ клітини, біологічні ритми, вуглеводний обмін, метаболізм глікогену, ацетиляція. 
Білок має сайт для зв'язування з іонами металів, іоном марганцю. 
Локалізований у цитоплазмі, ядрі.